# Fritz Loetsch
Fritz Loetsch (* 19. Februar 1909 in Dresden; † 1. Februar 1987 in Reinbek) war ein deutscher Forstwissenschaftler und Hochschullehrer.

## Leben

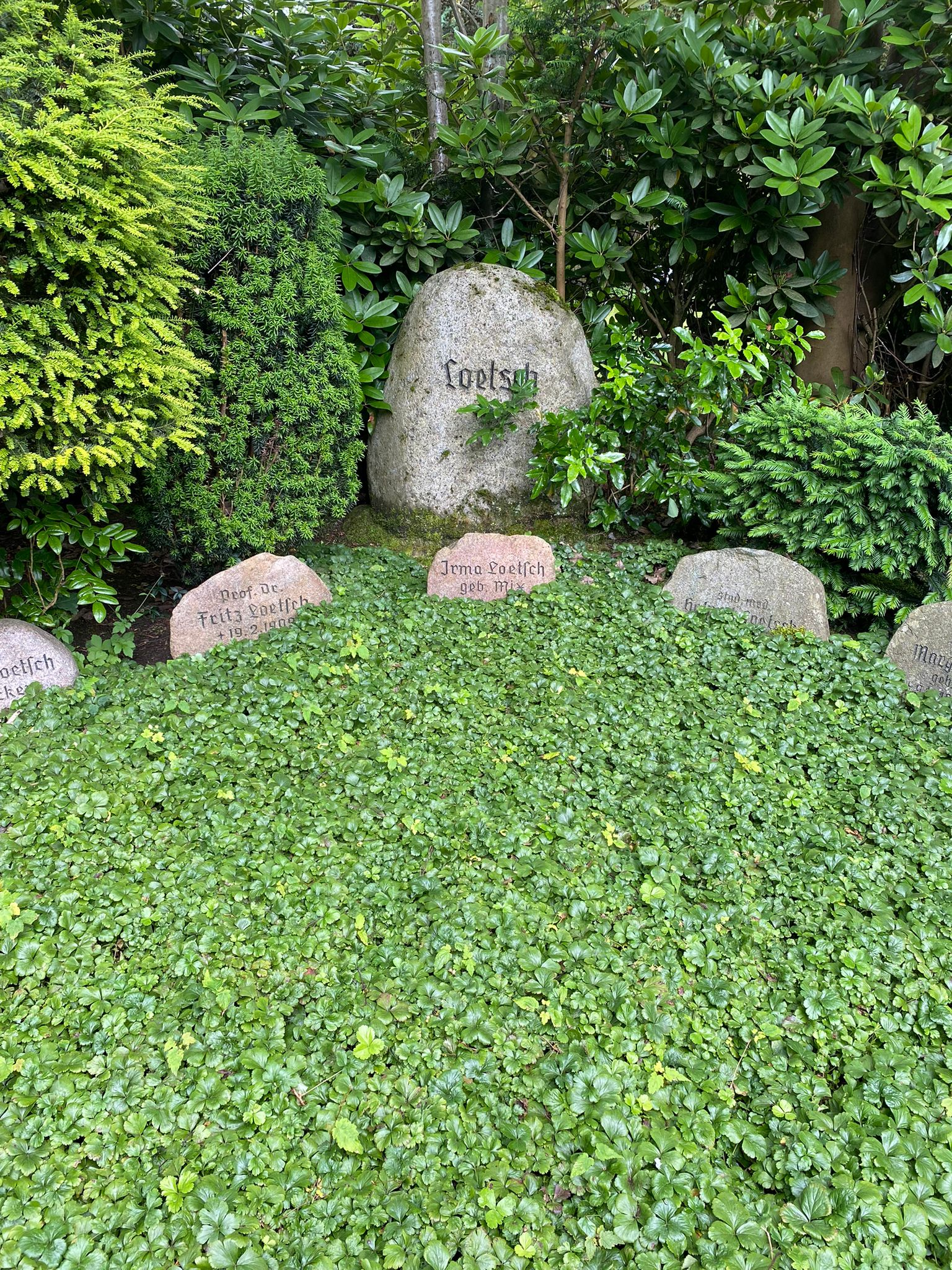
Grabstätte auf dem Friedhof Reinbek

Fritz Loetsch studierte an der Forstlichen Hochschule Tharandt Forstwissenschaften und wurde 1928 Mitglied des Corps Silvania Tharandt. 1958 erhielt er noch das Band des Corps Arminia München. Nach Abschluss des Studiums wurde Loetsch 1932 mit einem forstwissenschaftlichen Thema zum Dr.-Ing. der Technischen Hochschule Dresden promoviert, der die Forstliche Hochschule Tharandt seit 1929 angegliedert war. Zum 1. Februar 1932 trat er der NSDAP bei (Mitgliedsnummer 923.455). 1940 habilitierte er sich dort für Forstwissenschaften. Er wechselte an das 1939 von Tharandt nach Reinbek verlegte Institut für ausländische und koloniale Forstwirtschaft, das in den 1950er-Jahren in die Bundesforschungsanstalt für Forst- und Holzwirtschaft umgewandelt wurde, und wurde dort 1949 Professor für Forstwissenschaft, speziell Forsteinrichtung, Ertragskunde, Zuwachslehre und Waldwertrechnung. Sein Forschungsschwerpunkt war die Waldinventur. 1955 entwickelte er ein spezielles Verfahren einer Waldflächeninventur für den Kleinprivatwald im Kreis Prüm, das überwiegend auf Luftbilder gestützt war. Praktische Anwendung fand das Verfahren bei einer Inventur der thailändischen Wälder, insbesondere der Teakbäume, im Zeitraum 1955 bis 1957 im Auftrag der Food and Agriculture Organization.
Fritz Loetsch wurde in der Familiengrabstätte auf dem Friedhof Reinbek beigesetzt. 

## Schriften
- Die Gestaltsidee des forstlichen Einzelwirtschaftssystems und ihre Bedeutung für Wissenschaft und Praxis. Dissertation. 1932.
- mit August Karl Hermann Krutzsch: Holzvorratsinventur und Leistungsprüfung der naturgemäßen Waldwirtschaft. 1938.
- mit Hermann Krutzsch: Vielfache Stamminhalts- und Zuwachspotenztafel. 1938.
- Beiträge zur Methodik der modernen Holzvorratsinventur. Habilitationsschrift. 1940.
- mit Karl Koestner: Ich lerne Umgangsenglisch: Eine Lernhilfe und ein Nachschlagebuch für Fortgeschrittene; systematisch, nach Lebensgebieten geordneter Wortschatz. 1948.
- Mai pen arai – In Siams Städten, Dschungeln und Bergen. 1959.
- Report to the Government of Indonesia on Aspects of Forestry in Relation to the Rayon Plant Project in South Sumatra. 1960.
- Die Waldinventur und ihre Bedeutung für Forstpolitik, Betriebswirtschaft und Waldbau. 1961.
- mit Karl Eberhard Haller und Fritz Zöhrer: Forest Inventory: Statistics of forest inventory and information from aerial photographs. Band 1, 1964.
- List Sampling Designs with Variable Probabilities for Large Area Forest Inventories. 1969.
- Zwei Jahrzehnte Forschung auf dem Gebiet "Waldinventur" an der Bundesforschungsanstalt für Forst- und Holzwirtschaft in Reinbek bei Hamburg. 1971.
- mit Fitz Zöhrer: Methodik der Voluminierung und Beurteilung der Holzqualität bei Waldinventuren. 1973.